# 최주종
최주종(崔周鍾, 1922년 ~ 1998년 3월 3일)은 일제강점기와 대한민국의 군인이다.

## 생애
일제강점기에 일본이 만주국에 세운 신경군관학교를 제3기로 졸업하고 만주군 장교로 근무했다. 박정희에게는 신경군관학교 1년 후배가 된다. 태평양 전쟁 종전 시점에 만주군 중위였다.
광복 후 미군정 하에서 대한민국 국군 창군 작업에 참여하고 대한민국 육군 장교가 되었다. 한국 전쟁에 연대장으로서 참전해 베티고지 전투와 노리고지 전투 등에서 공을 세우기도 했다.
1961년 박정희가 일으킨 5·16 군사정변에 가담했다. 쿠데타 세력이 조직한 국가재건최고회의의 최고위원을 지냈고, 8사단장, 5관구 사령관 등을 역임했다.
5·16 군사정변 직후 김책공업종합대학 출신의 조카 최하종이 '혁명 주체'인 작은 아버지 최주종을 만나러 조선민주주의인민공화국에서 내려왔다가 체포되어 비전향 장기수가 된 일이 있다.
그러나 1963년에 적발된 반혁명 사건으로 구속되면서 권력에서 밀려났다. 이후 군수기지사령관을 거쳐 1968년 육군 소장으로 전역했다. 박정희의 배려로 1970년대에 대한주택공사 총재를 지냈으며, 묘지는 국립대전현충원에 있다.
2008년 민족문제연구소에서 친일인명사전에 수록하기 위해 정리한 친일인명사전 수록예정자 명단 중 군 부문에 포함되었다.

## 같이 보기
- 최하종

## 참고자료
- “창군원로 최주종 예비역 소장”. 세계일보. 1998년 3월 4일. 25면면. 2016년 3월 10일에 원본 문서에서 보존된 문서. 2008년 4월 6일에 확인함.
- “쿠데타음모사건 崔周鍾·黃弼周소장 면직”. 조선일보. 1963년 4월 30일. 1면면.